# Damias milnensis
Damias milnensis är en fjärilsart som beskrevs av Embrik Strand 1922. Damias milnensis ingår i släktet Damias och familjen björnspinnare. Inga underarter finns listade i Catalogue of Life.